# Kościół Nawiedzenia Najświętszej Maryi Panny w Gudogajach
Kościół Nawiedzenia Najświętszej Maryi Panny w Gudogajach – kościół parafialny w Gudogajach. Jest to Sanktuarium Matki Bożej Gudogajskiej.

## Historia
Kościół wybudowano w 1764 r. przy klasztorze karmelitów bosych. W 1832 w wyniku represji po powstaniu listopadowym władze carskie skasowały klasztor i zamknęły kościół. Został sprzedany gminie żydowskiej w celu rozbiórki, do której jednak nie doszło. W 1856 r. budynek kupił, a później odrestaurował o. Donat Siemaszko. W 1906 r. reaktywowano parafię. W dwudziestoleciu międzywojennym istniał plan rozbudowy kościoła, niezrealizowany z powodu wybuchu II wojny światowej. Kościół i dzwonnicę wyremontowano w 2000 roku.

## Architektura

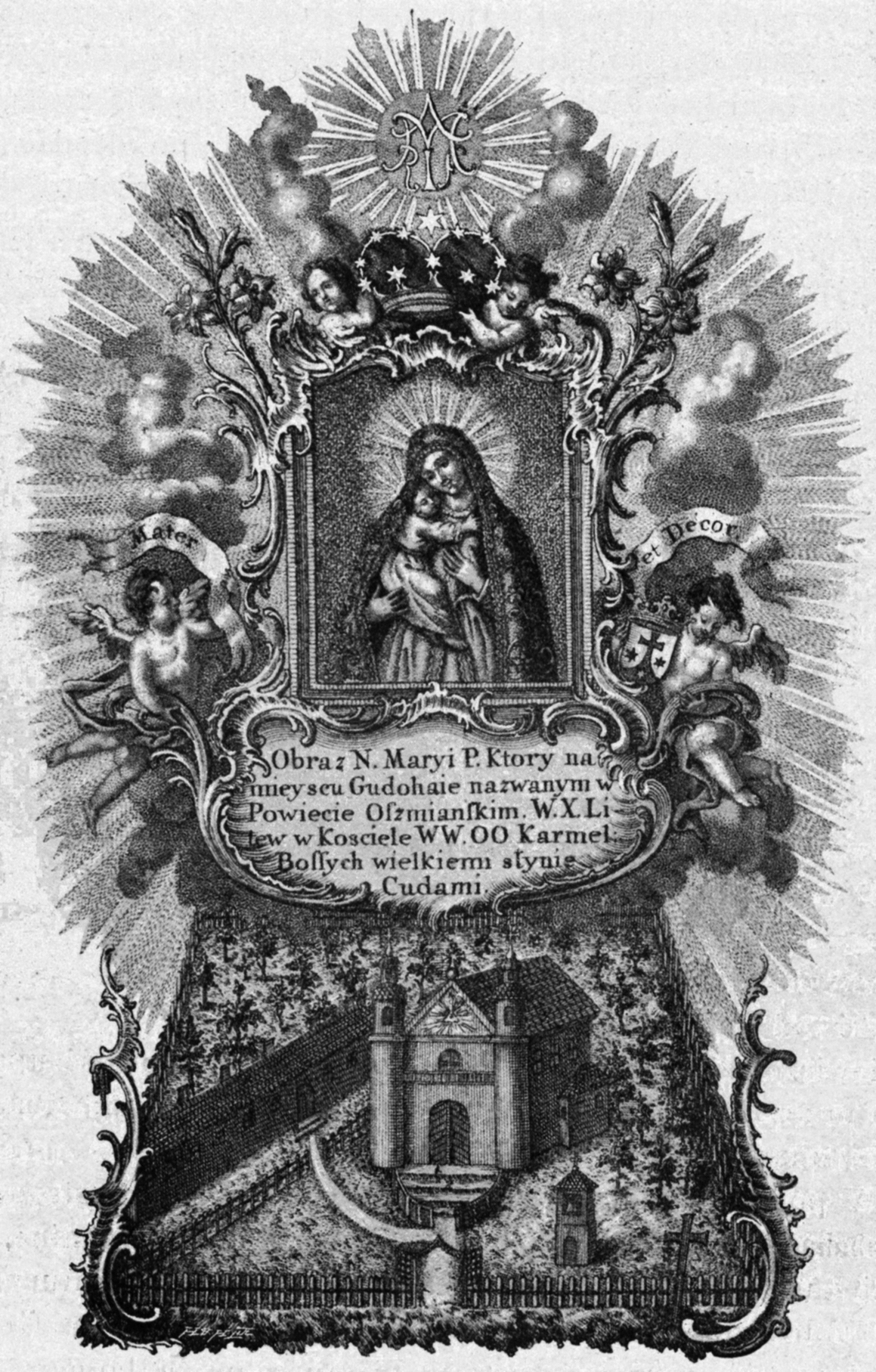
Obraz Matki Bożej oraz kościół i klasztor karmelitów na miedziorycie z XVIII w.

Zabytek architektury drewnianej z elementami stylu barokowego. Prostokątny budynek przykrywa dwuspadowy dach, który przyjmuje zakrzywiony kształt nad pięcioboczną apsydą i niskimi zakrystiami po bokach. Wcześniej główna fasada posiadała kopulaste czworoboczne wieże po bokach (niezachowane). Przed fasadą znajduje się niski przedsionek, wcześniej przykryty dachem jednospadowym, w latach dwudziestych XX wieku zastąpiony szczytem z trójkątnym frontonem. Łukowy kształt otworów okiennych został zapożyczony z architektury kamiennej. Nawę i apsydę łączy wspólny płaski strop. W kościele znajdują się trzy ołtarze z końca XVIII w. w stylu wczesnego klasycyzmuː główny z obrazem Matki Bożej Gudogajskiej i dwa boczne św. Kazimierza i Najświętszego Serca Pana Jezusa. Organy mają rokokowe ozdoby. Na początku XX wieku w narożniku kamiennego ogrodzenia wybudowano wolnostojącą drewnianą dzwonnicę.